# Varanus giganteus
El varano gigante australiano (Varanus giganteus) es una especie de reptil de la familia Varanidae. Es endémico de las regiones áridas y semidesérticas del interior de Australia. En Australia su nombre común es perentie.
Es la especie de lagarto de mayor tamaño de Australia y una de las más grandes del mundo; puede llegar a medir hasta 2,5 metros de largo. Son depredadores generalistas y oportunistas, se alimentan de pequeños mamíferos, reptiles (incluyendo miembros de su propio género) insectos, pájaros y carroña. Vive en madrigueras subterráneas que el mismo cava con sus fuertes garras u ocupa conejeras. Estas madrigueras suelen estar situadas en afloramientos rocosos y  pueden estar formadas por túneles de gran longitud.

## Descripción
Son la especie viva de lagarto más grande de Australia. Pueden crecer hasta una longitud de 2,5 m y pesar hasta 20 kg, posiblemente hasta 3 m y 40 kg, lo que lo convierte en el cuarto más grande de  especies de lagartos existentes (superadas en tamaño sólo por el dragón de Komodo, el monitor de agua asiático y el cocodrilo varano. Sin embargo, el varano gigante australiano son muy delgados entre los monitores grandes, lo que los hace significativamente menos voluminosos que el monitor de roca de tamaño similar.

## Alimentación
Son depredadores superiores que no tienen depredadores naturales en su área de distribución. Son carnívoros muy activos que se alimentan principalmente de reptiles, pequeños mamíferos y, con menor frecuencia, aves como las palomas diamantes. Cazan presas vivas, pero también carroñean. Las presas reptilianas incluyen principalmente lagartos como eslizones y agámidos y más raramente de serpientes, pero esta especie también muestra un ejemplo notable de depredación intragremio , ya que se alimenta de un número inusualmente grande de otras especies de lagartos monitores. También comen miembros más pequeños de su propia especie, tal es el caso de un perentie de 2 m que mata y se come a un perentie de 1,5 m. Los individuos costeros e insulares a menudo comen una gran cantidad de huevos y crías de tortugas marinas, y tienden emboscadas a las gaviotas carroñeras. Las presas de mamíferos incluyen murciélagos, canguros jóvenes y otros pequeños marsupiales y roedores. También se les ha visto ocasionalmente buscando comida en aguas poco profundas. Son capaces de matar canguros y desmembrar a los que son demasiado grandes para tragarlos enteros utilizando sus poderosas extremidades anteriores y garras. Aunque los adultos se alimentan predominantemente de presas vertebradas, los jóvenes comen principalmente artrópodos, especialmente saltamontes y ciempiés. Por lo general, la presa se traga entera, pero si el alimento es demasiado grande, arrancan trozos para facilitar su consumo.

## Distribución y hábitat
El varano gigante australiano se encuentran en las áridas áreas desérticas de Australia Occidental, Australia Meridional, el Territorio del Norte y Queensland. Sus hábitats consisten en afloramientos rocosos y gargantas, con tierra compactada y piedras sueltas.